# Polná
Polná är en stad i Tjeckien.   Den ligger i distriktet Okres Jihlava och regionen Vysočina, i den centrala delen av landet, 110 km sydost om huvudstaden Prag. Polná ligger 490 meter över havet och antalet invånare är 5 006.
Terrängen runt Polná är huvudsakligen platt. Polná ligger nere i en dal. Runt Polná är det ganska glesbefolkat, med 42 invånare per kvadratkilometer. Närmaste större samhälle är Jihlava, 13,7 km sydväst om Polná. Trakten runt Polná består till största delen av jordbruksmark.